# Tour del Mediterrani 2014
El Tour del Mediterrani 2014, 44a edició del Tour del Mediterrani, es va disputar entre el 13 i el 16 de febrer de 2014 sobre un recorregut de 666,5 km repartits entre quatre etapes, una d'elles dividida en dos sectors. La cursa formava part del calendari de l'UCI Europa Tour 2014, amb una categoria 2.1.
La cursa fou guanyada pel britànic Steve Cummings (BMC Racing Team), vencedor de la contrarellotge del segon sector de la tercera etapa, amb quatre segons d'avantatge sobre el francès Jean-Christophe Péraud (AG2R La Mondiale), vencedor de la darrera etapa al cim del mont Faron, i de l'austríac Riccardo Zoidl (Trek Factory Racing).
L'alemany John Degenkolb (Giant-Shimano), vencedor de les tres primeres etapes, guanyà la classificació per punts, mentre el colombià Jarlinson Pantano (Colombia) guanyà la classificació de la muntanya i l'argentí Eduardo Sepúlveda (Bretagne-Séché Environnement), quart a la general, fou el millor jove. El BMC Racing Team guanyà la classificació per equips.

## Equips
L'organització comunicà la llista dels 21 equips convidats el 6 de gener de 2014. D'aquests, set eren World Tour, nou equips continentals professionals i cinc equips continentals:
equips World TourAG2R La Mondiale, BMC Racing Team, Team Europcar, FDJ, Giant-Shimano, Team Katusha, Trek Factory Racing
equips continentals professionalsGW Erco Shimano, Bardiani Valvole-CSF Inox, Bretagne-Séché Environnement, Caja Rural-Seguros RGA, CCC Polsat Polkowice, Cofidis, Colombia, IAM Cycling, Wanty-Groupe Gobert
equips continentalsBigMat-Auber 93, La Pomme Marseille 13, Raleigh, Roubaix Lille Métropole, Wallonie-Bruxelles

## Etapes
| Etapa | Data         | Recorregut                                        |                   | Km    | Vencedor d'etapa             | Líder de la general  |
| ----- | ------------ | ------------------------------------------------- | ----------------- | ----- | ---------------------------- | -------------------- |
| 1a    | 13 de febrer | Argelers - Montanhac                              | Etapa plana       | 223,5 | John Degenkolb (GER)         | John Degenkolb (GER) |
| 2a    | 14 de febrer | Ca d'Oliva - Rosset                               | Etapa plana       | 170,6 | John Degenkolb (GER)         | John Degenkolb (GER) |
| 3a A  | 15 de febrer | Lambesc - Sant Romieg de Provença                 | Etapa trencacames | 61,5  | John Degenkolb (GER)         | John Degenkolb (GER) |
| 3a B  | 15 de febrer | Sant Romieg de Provença - Sant Romieg de Provença | contrarellotge    | 18,2  | Steve Cummings (GBR)         | Steve Cummings (GBR) |
| 4a    | 16 de febrer | Bandòu - Toló Mont Faron                          | Etapa de muntnaya | 192,7 | Jean-Christophe Péraud (FRA) | Steve Cummings (GBR) |

## Classificació final[3]
|    | Ciclista                         | Equip                        | Temps       |
| -- | -------------------------------- | ---------------------------- | ----------- |
| 1  | Steve Cummings (GBR)             | BMC Racing Team              | 16h 31' 59" |
| 2  | Jean-Christophe Péraud (FRA)     | AG2R La Mondiale             | + 4"        |
| 3  | Riccardo Zoidl (AUT)             | Trek Factory Racing          | + 10"       |
| 4  | Eduardo Sepúlveda (ARG)          | Bretagne-Séché Environnement | + 28"       |
| 5  | Tobias Ludvigsson (SWE)          | Giant-Shimano                | + 56"       |
| 6  | Thomas Degand (BEL)              | Wanty-Groupe Gobert          | + 56"       |
| 7  | Sylvain Chavanel (FRA)           | IAM Cycling                  | + 1' 01"    |
| 8  | Iegor Silin (RUS)                | Team Katusha                 | + 1' 01"    |
| 9  | Ben Hermans (BEL)                | BMC Racing Team              | + 1' 18"    |
| 10 | Francesco Manuel Bongiorno (ITA) | Bardiani CSF                 | + 1' 29"    |